# Agolius bonvouloiri
Agolius bonvouloiri är en skalbaggsart som beskrevs av Edgar von Harold 1860. Agolius bonvouloiri ingår i släktet Agolius och familjen Aphodiidae. Utöver nominatformen finns också underarten A. b. cantabricus.